# María Daniela y su Sonido Lasser
María Daniela y su Sonido Lasser es un grupo musical independiente mexicano de género electropop, technopop , con toques de rock. Formado en 2002 por Emilio Acevedo  (Productor, DJ, música, letras y vocales)  y María Daniela Azpiazu originaria de Tuxtla Gutiérrez Chiapas Tamayo (letras y vocales). En alguna entrevista expresaron que lo que hacen es «sin alevosía y ventaja» y su fuente de inspiración es la adolescencia: «La adolescencia, es cuando pasan todas las primeras veces, todo es nuevo y emocionante, todos somos eternos adolescentes».

## Historia
Emilio Acevedo tenía proyectos musicales alternativos tales como TITÁN (con Jay De la Cueva y Julián Lede), Melamina Ponderosa, Sonido Lasser Drakar (con Danette Newcomb) y  Lasser Moderna (con Adriana Lara).
Conoció a María Daniela Azpiazu en el Parque México, Distrito Federal. Le propuso hacer un casting para un vídeo y se hicieron amigos. Posteriormente Emilio adquirió un estudio de grabación casero y le pidió a Daniela que grabara a manera de prueba unas vocales. Él, al escucharla cantar, le propuso hacer otras canciones e hicieron una versión de «No me beses en los labios» del grupo Aerolíneas Federales.
María Daniela a su vez, se encontraba estudiando Diseño de Modas y trabajando en una mueblería, a la par que ideaba letras para las maquetas que Emilio le había mostrado. En conjunto con su mejor amiga comenzaron a realizar la letra para una cumbia con toques electrónicos, que solo tenía frases de superación personal. Así nació «Miedo», cuando Daniela le mostró la letra a Emilio, que convirtió la cumbia en un ritmo más techno. En palabras de la propia María Daniela:
«Me imaginé una historia como de chickflix de bailes de graduación, a mí me apasionaba eso de chavita y yo decía: "¿Por qué eso no pasa aquí?". También nos inspiramos en el video de "Murder On a Dancefloor", donde una chava hace trampa para ganar un concurso de baile».

## Lanzamiento de María Daniela y Su Sonido Lasser
En el año 2003, aún sin nombre como banda, graban el tema «Súper Vacaciones» para la película Coapa Heights de Gibran Assuad. Dos años después Julián Lede (Silverio, Titán) y Carlos Amorales fundan la disquera independiente Nuevos Ricos y les proponen a María Daniela y Emilio, ponerse un nombre, crear más canciones e irse de gira por Europa con la gira In Gold We Trust. Daniela y Emilio sin pensar aceptan y se ponen el nombre de María Daniela y Su Sonido Lasser. Emilio comenta:
A mí me gustaba el nombre de Dani, tiene nombre de telenovela y yo con mis proyectos de Sonido Lasser, combinaban bastante bien, aunque inicialmente Dani, quería que nos llamáramos Sansón y Daniela.
Así, se embarcan en una gira por España, Suiza y Ámsterdam,junto con otros artistas de Nuevos Ricos. Sin saber que en México su canción «Miedo» despuntaba en la radio nacional.

## María Daniela y Su Sonido Lasser(primer disco)
Al regresar a México, se dan cuenta de que su canción «Miedo» es un fenómeno musical y deciden grabar «El tuviera no existe» e incluirla en la compilación de Nuevos Ricos. «Miedo» se convierte en un éxito.
En 2005 lanzan su primer disco bajo el sello de Nuevos Ricos y EMI (ahora Universal) titulado María Daniela y Su Sonido Lasser. Este material discográfico consta de canciones con ritmos y letras pegadizas, que hablan de la adolescencia y las primeras veces, incluye un cover de «Mentiras» de Daniela Romo. Grabado de manera amateur y sin la expectativa de crear un éxito. La portada es una imagen del fotoperiodista Enrique Metinidez que, al ser considerada muy fuerte, fue censurada con una calcomanía en forma de estrella con la imagen de María Daniela en patines.
El disco se convirtió en un éxito entre adolescentes. Al año siguiente lanzan una reedición con nuevas canciones como «Chicle de menta» y «Carita de ´zngel», cover de Rigo Tovar, incluido en el disco tributo Rigo es amor.
Comienzan a tener conciertos en todo el Distrito Federal. Son invitados a festivales musicales como el Vive Latino y a lugares fuera de México (Chile, Colombia, Argentina, España y Estados Unidos).

## El bar provoca
En 2006, en plena promoción de su disco homónimo, son invitados a realizar el tema principal del reality show El bar provoca, de Televisa, así nace «Me provoca», canción con la cual logran sonar en radios nacionales y en canales de música como Los 40 principales, MTV y Telehit, aunque fueron criticados duramente por algunos fanes y prensa, que consideraban «se habían vendido», la canción se convirtió en otro gran éxito del dúo.

## Juventud en éxtasis
En septiembre de 2007 publica su segundo disco, Juventud en éxtasis, cuyo título está inspirado en las obras del escritor Carlos Cuauhtémoc Sánchez y la propia María Daniela aclaró en una entrevista el motivo por el que habían elegido este título, su comentario fue: 

Se llamará así porque me da risa que el autor de Juventud en éxtasis y `Juventud desesperada, se pirateó lo mismo. Me acuerdo que mi mamá leía sus libros para tratar de comprenderme hace algún tiempo.

 

En 2007, María Daniela y Emilio, comienzan a grabar el que sería su segundo disco, con mejor producción y masterización, la temática del disco continúa siendo la adolescencia, el desamor, los sentimientos encontrados al terminar una relación y la diversión. El título del disco surge como una burla al libro homónimo de Carlos Cuauhtémoc Sánchez, María Daniela dijo al respecto: 
“Le pusimos así, porque el libro es pésimo, es una guía para vivir la adolescencia de manera culposa, en cambio,  nuestro disco es una guía para vivirla sin culpas y con mucha diversión.”
El disco incluye canciones como «Pecadora normal», «Tu sombra», «Pobre estúpida», «Duri duri» (cover del grupo Click).
La portada fue hecha a partir de selfis hechas por Daniela en un hotel de Los Ángeles, California, y luego diseñada por Carlos Amorales.
Con este disco se siguieron presentando en diversos espacios de la capital mexicana, así como giras por todo el país, son invitados a tocar en Japón, España y Estados Unidos.
Este material discográfico no contó con la promoción de su antecesor, por la desaparición de EMI y Nuevos Ricos.
En 2009 participan en el disco Yo nunca vi televisión, un tributo al programa chileno 31 minutos con la canción «Mi muñeca me hablo» en este disco comparten créditos con bandas como Belanova, Liquits , Natalia Lafourcade, etc. 

## Baila duro
En 2010 , luego de cambiar de disquera y management, MDYSSL se ven en la necesidad creativa de lanzar un nuevo material, dado la premura del tiempo y las situaciones personales y profesionales que ambos atravesaban, grabaron un EP de 4 canciones inéditas y 2 covers. Tuvo dos sencillos promocionales «Baila duro» y el cover «No te aguanto más». En ese mismo año, son los encargados de abrir  el concierto de Fangoria en la Ciudad de México. De esta forma siguieron realizando presentaciones por todo el país y Estados Unidos, durante varios años, en 2012 son invitados a tocar a Colombia.

## Volumen súbele
Durante 2012 y 2013, mientras seguían teniendo presentaciones, María Daniela y Emilio grabaron algunas canciones que lanzaron de manera digital «Zombie 2000», «Súper Vacaciones», en una versión remasterizada, y «Cielo rojo». Realizan en 2013 un concierto en el Lunario del Auditorio Nacional con capacidad de 1100 asistentes, vendiendo todas las entradas. En dicho concierto se tocarían por primera vez «Cielo rojo» y un cover de «Bailando» del grupo Paradisio.
En 2015 firman con la disquera independiente Sicario Music, y comienzan a trabajar en su quinto álbum de estudio. En ese mismo año María Daniela, por sugerencia de su mánager, se integra al reality show Lucky Ladies, en su segunda temporada, para darle promoción al nuevo disco que venía en camino.
A finales de ese mismo año se lanza comercialmente Volumen súbele, incluyendo canciones lanzadas anteriormente y tracks inéditos, Para este disco se tenía planeado incluir el cover de «Bailando», pero por cuestiones de derechos no logró entrar al corte final del disco. Aunque esta canción formaba ya parte del setlist de las presentaciones en vivo de la banda.
La presentación del disco fue un éxito, 1600 personas lograron un SOLD OUT.
De este disco se deprendieron varios sencillos promocionales «Zombie 2000», «Cielo rojo», «Qué triste», «Soy el hit» y «Autos cósmicos», los dos últimos grabados en bares representativos de la Ciudad de México.
Para promocionar el disco, se hizo una firma de discos en una popular tienda de la ciudad a la cual asistieron más de mil personas.
Comienza una gira de promoción, de 2016 a 2018. María Daniela con el reality y el disco, comienza a aumentar notoriamente su popularidad, presencia mediática y musical, realizando muchos shows siempre como headliner y también en festivales, se convierte en imagen de campañas publicitarias y es invitada a diversos espacios que confirman a la banda como una de las máximas exponentes del technopop nacional.
María Daniela y Su Sonido Lasser comienzan a tener un despunte en la comunidad LGBTIQ, siendo invitados constantemente a espacios con dicha temática, y sus canciones convirtiéndose en himnos de la comunidad.
En 2017 María Daniela forma parte de la banda sonora de la serie televisiva El César, interpretando 6 canciones.
En 2018 se presentan después de 12 años en el Vive Latino, donde son el número central, y mostrando un nuevo formato de show, con luces y bailarinas drag queens. Posterior a eso vuelven a presentarse en Chile.
Son invitados a eventos masivos gubernamentales, como La Semana de las Juventudes, por 2 años consecutivos (2015 y 2016) y Voces de Mujeres (2018), entre otros, compartiendo escenario con artistas de la talla de Morrissey, Lila Downs, Molotov, Jessy Bulbo, etc.

## Desde 2019
A inicios del 2019 se lanza, después de 6 años el cover de Bailando, con una grabación en la cual incluyeron a sus fanes más fieles, continúan presentándose en festivales y lugares emblemáticos de la ciudad. A finales de ese año anuncian su show más grande hasta el momento de manera individual, celebrando los XV años como agrupación musical, en El Plaza Condesa.
En enero de 2020 lanzan nuevo sencillo «Puerta dimensional», en colaboración con NORTEC, el cual es bien recibido por los fanes y sirve como antesala del mencionado show en El Plaza Condesa de esta forma son catapultados como una de las bandas más importantes nacionales con un SOLD OUT de 2100 personas.
Desafortunadamente en plena promoción de su aniversario XV, la pandemia de COVID-19, trunca los conciertos en vivo y la gira prevista, pero continúan realizando conciertos y apariciones de manera virtual, formaron parte del festival Citbanamex Conecta y de El Show Debe Continuar, ambos shows fueron aclamados por los fanes. En plena pandemia lanzan su primer balada romántica «Nada que decir», demostrando que pueden moverse en cualquier género.
Actualmente MDYSSL se encuentra trabajando en su quinto material de estudio.

## Proyectos independientes de María Daniela y Emilio
María Daniela y Emilio también han hecho trabajos independientes a MDYSSL. Muestra de esto son sus colaboraciones con Jay de la Cueva para el Grupo Moderatto, canciones como «Sentimettal», «Hechizo de amor» y «Ya lo venía venir». En 2009, María Daniela recibió el reconocimiento Éxito SACM, por parte de la Sociedad de Autores y Comporsitores, que premia a las canciones más escuchadas.
María Daniela es coautora del exitoso sencillo de Natalia LaFourcade «Nunca es suficiente», y por el cual ha recibido premios nacionales como Éxito SACM, por parte de la Sociedad de Autores y Comporsitores y el Premio ASCAP 2020 por la Sociedad de Autores y Compositores de Estados Unidos.

## Discografía
- 2005: María Daniela y su Sonido Lasser
- 2006: María Daniela y su Sonido Lasser (Edición Argentina) (Sello SecsyMusic)
- 2006: María Daniela y su Sonido Lasser (Reedición Mexicana)
- 2006: María Daniela y su Sonido Lasser (Edición Chilena) (Sello Feria Music)
- 2007: Juventud en éxtasis
- 2010: Baila duro!
- 2012: Zuper Vacaciones - Single
- 2015: Vol. Súbele
- 2019: Bailando - Sencillo (Cover de Paradisio)
- 2020: Puerta dimensional (feat. Bostich & Fussible) - Sencillo
- 2020: Nada qué decir - Sencillo
- 2020: La chica vampira 2K20 (Papá Topo) - Sencillo
- 2020: Hechicera - Sencillo
- 2021: Viernes con Alfonso Pichardo (Club Candy)
- 2022: Robot pantera (feat. Fat Tony) - Sencillo
- 2022: Mosca muerta - Sencillo
- 2023: Ya me la sé - Sencillo
- 2024: Bacardí en exceso (Beso Borrachx No Vale) (Chingadazo de Kung Fu)